# Delias nysa
Espèce
Delias nysa  est un insecte lépidoptère  de la famille des Pieridae, de la sous-famille des Pierinae et du genre Delias.

## Dénomination
Delias nysa a été nommé par Johan Christian Fabricius en 1775.
Synonymes :Papilio nysa Fabricius, 1775; Papilio endora Donovan, 1805.

### Noms vernaculaires
Delias nysa se nomme Yellow-spotted Jezebel en anglais.

### Sous-espèces
- Delias nysa nysa en Australie
- Delias nysa caledonica Nieuwenhuis et Howarth, 1969 présent en Nouvelle-Calédonie[2].
- Delias nysa nivira Waterhouse et Lyell, 1914 ; en Australie dans le nord du Queensland.
- Delias nysa santo Talbot 1937[3];

## Description
Ce papillon de taille moyenne avec une envergure d'environ 50 mm présente un dimorphisme  suivant le sexe. Le dessus du mâle est blanc avec des veines noires et une bordure légèrement poudrée de noir surtout à l'apex alors que les femelles ont une partie basale blanche et une partie distale noire avec aux antérieure une ligne submarginale de petites taches blanches.
Le revers est marron avec aux antérieures une partie basale blanche et une large tache costale ovale jaune vif.
Les différences entre les sous-espèces sont minimes.

### Chenille
Elle est de couleur vert olive.

## Biologie

### Plantes hôtes
Les plantes hôtes de sa chenille sont Amyema gaudichaudii et des Korthalsella dont Korthalsella japonica, Korthalsella breviarticulata et Korthalsella rubra ,.

## Écologie et distribution
Delias nysa réside dans la partie est de l'Australie, en Nouvelle-Calédonie à Grande Terre, à Maré et à Lifou et au Vanuatu,,.

### Biotope
Il réside sur la côte et près des bassins de drainage.

### Protection
Pas de statut de protection particulier.

### Liens taxonomiques
- (en) Tree of Life Web Project : Delias nysa
- (en) Catalogue of Life : Delias nysa (Fabricius, 1775)
- (en) NCBI : Delias nysa (taxons inclus)